# Nipponeurorthus multilineatus
Nipponeurorthus multilineatus is een insect uit de familie van de Nevrorthidae, die tot de orde netvleugeligen (Neuroptera) behoort. 
Nipponeurorthus multilineatus is voor het eerst wetenschappelijk beschreven door Nakahara in 1966.